# Ældre Sagen
Ældre Sagen er en forening, der arbejder for at forbedre forholdene for ældre i Danmark. Foreningen er stiftet 14. oktober 1986 på initiativ af fonden Ensomme Gamles Værn. Bjarne Hastrup er medstifter, og har været foreningens eneste direktør.
Ældre Sagen har over 950.000 medlemmer og 215 lokalafdelinger. Der er desuden oprettet koordinationsudvalg i de kommuner, hvor der er mere end en lokalafdeling.
Trods særskrivningen udtales foreningens navn almindeligvis som om den hed "Ældresagen".
Ældre Sagen er en frivilligorganisation. Med 20.000 frivillige har Ældre Sagen berøring med ældre i alle dele af Danmark. Frivillige yder social-humanitær hjælp som fx besøgsven, aflastning, tryghedsopkald, pc-support, vågekone, spiseven og diverse medlemsarrangementer. Ældre Sagen står samlet for ca. 56.000 arrangementer om året.
Foreningen er også en almennyttig organisation, der blandt andet varetager ældrepolitiske interesser generelt i lokal, regional og national regi, men også indgår direkte i aktuelle enkeltsager, hvor Ældre Sagen målgruppe eller medlemmer har brug for hjælp.
Ældre Sagen er indgået i et globalt netværk med den amerikanske søsterorganisation AARP, som har ca. 39 millioner medlemmer. AARP er verdens største ældreorganisation og Ældre Sagen er den næststørste.
Foreningens navn er et eksempel på særskrivning.

## Ekstern henvisning
- Ældre Sagens hjemmeside